# Campionati africani di lotta 2022
I campionati africani di lotta 2022 sono stati la 37ª edizione della manifestazione continentale organizzata dalla UWW. Si sono svolti dal 17 al 22 maggio 2022 presso la Salle Idriss Chakiri di El Jadida, in Marocco. Originariamente erano stati calendarizzati dal 6 all'11 aprile 2021, ma sono stati posticipati.

## Podi

### Lotta libera maschile
| Evento | Oro                         | Argento                      | Bronzo                              |
| 57 kg  | Gamal Mohamed Egitto        | Ebikewenimo Welson Nigeria   | Omar Faye Senegal                   |
| 57 kg  | Gamal Mohamed Egitto        | Ebikewenimo Welson Nigeria   | Diamantino Iuna Fafé Guinea-Bissau  |
| 61 kg  | Abdelhak Kherbache Algeria  | Shehabeldin Mohamed Egitto   | Sofiane El Khamer Marocco           |
| 61 kg  | Abdelhak Kherbache Algeria  | Shehabeldin Mohamed Egitto   | Didier Awene Diatta Senegal         |
| 65 kg  | Mbunde Cumba Guinea-Bissau  | Chouaib Sahraoui Algeria     | Yehia Hafez Egitto                  |
| 65 kg  | Mbunde Cumba Guinea-Bissau  | Chouaib Sahraoui Algeria     | Otmane El Bahja Marocco             |
| 70 kg  | Bacar Ndum Guinea-Bissau    | Rami Brinis Algeria          | Mohamed Ali Zorgui Tunisia          |
| 70 kg  | Bacar Ndum Guinea-Bissau    | Rami Brinis Algeria          | Said El Gahsh Egitto                |
| 74 kg  | Amr Reda Hussen Egitto      | Abdelkader Ikkal Algeria     | Arno van Zijl Sudafrica             |
| 74 kg  | Amr Reda Hussen Egitto      | Abdelkader Ikkal Algeria     | Ogbonna John Nigeria                |
| 79 kg  | Chems Fetairia Algeria      | Youssef Ait Boulahri Marocco | Jean David Ste Marie Mauritius      |
| 79 kg  | Chems Fetairia Algeria      | Youssef Ait Boulahri Marocco | Andy Kabeya Mukendi RD del Congo    |
| 86 kg  | Fateh Benferdjallah Algeria | Mahmoud Badawi Egitto        | Ekerekeme Agiomor Nigeria           |
| 86 kg  | Fateh Benferdjallah Algeria | Mahmoud Badawi Egitto        | Edward Louwing Lessing Sudafrica    |
| 92 kg  | Mohammed Fardj Algeria      | Imed Kaddidi Tunisia         | Machiel Grobler Sudafrica           |
| 92 kg  | Mohammed Fardj Algeria      | Imed Kaddidi Tunisia         | Noureldin Hassan Egitto             |
| 97 kg  | Mostafa Elders Egitto       | Nicolaas De Lange Sudafrica  | Ulrich Elyse Manouan Costa d'Avorio |
| 97 kg  | Mostafa Elders Egitto       | Nicolaas De Lange Sudafrica  | Mohamed Saadaoui Tunisia            |
| 125 kg | Youssif Hemida Egitto       | Anas Lamkabber Marocco       | Hamza Rahmani Tunisia               |

### Lotta greco-romana maschile
| Evento | Oro                            | Argento                           | Bronzo                             |
| 55 kg  | Abdalla Mohamed Shaaban Egitto | Mohamed Yacine Dridi Algeria      | Rabby Kilonga Kilandi RD del Congo |
| 60 kg  | Abdeldjebar Djebbari Algeria   | Ahmed Fouad Baghdouda Egitto      | Salim Hamdi Tunisia                |
| 63 kg  | Abdelkarim Fergat Algeria      | Moustafa Hussein Alameldin Egitto | Fouad Fajari Marocco               |
| 67 kg  | Abdelrahman Ahmed Omar Egitto  | Ishak Ghaiou Algeria              | Bilal El Bahja Marocco             |
| 72 kg  | Mohamed Zahab Khalil Egitto    | Radhwen Tarhouni Tunisia          | Khalid Amaghdour Marocco           |
| 72 kg  | Mohamed Zahab Khalil Egitto    | Radhwen Tarhouni Tunisia          | Walid Ghaiou Algeria               |
| 77 kg  | Lamjed Maafi Tunisia           | Aziz Boualem Marocco              | Jean Claude Atongui Rep. del Congo |
| 77 kg  | Lamjed Maafi Tunisia           | Aziz Boualem Marocco              | Emad Ashraf Abouelatta Egitto      |
| 82 kg  | Abdelkrim Ouakali Algeria      | Hakim Trabelsi Tunisia            | Fares Mohamed Ghaly Egitto         |
| 87 kg  | Bachir Sid Azara Algeria       | Mohamed Missaoui Tunisia          | Noureldin Hassan Egitto            |
| 87 kg  | Bachir Sid Azara Algeria       | Mohamed Missaoui Tunisia          | Barthelemy Tshosha RD del Congo    |
| 97 kg  | Adem Boudjemline Algeria       | Mohamed Ali Gabr Egitto           | Oussama Assaad Marocco             |
| 130 kg | Abdellatif Mohamed Egitto      | Amine Guennichi Tunisia           | Hichem Kouchit Algeria             |

### Lotta libera femminile
| Evento | Oro                                   | Argento                        | Bronzo                      |
| 50 kg  | Sarra Hamdi Tunisia                   | Nada Medani Egitto             | Ibtissem Doudou Algeria     |
| 53 kg  | Mercy Bolafunoluwa Adekuoroye Nigeria | Nogona Bakayoko Costa d'Avorio | Shaimaa Atef Mohamed Egitto |
| 55 kg  | Jumoke Bukola Adekoye Nigeria         | Faten Hammami Tunisia          | Louji Yassin Egitto         |
| 57 kg  | Joseph Essombe Camerun                | Rayane Houfaf Algeria          | Farah Ali Hussein Egitto    |
| 57 kg  | Joseph Essombe Camerun                | Rayane Houfaf Algeria          | Nisrine Hammas Marocco      |
| 59 kg  | Odunayo Adekuoroye Nigeria            | Siwar Bousetta Tunisia         | Fatoumata Camara Guinea     |
| 62 kg  | Marwa Amri Tunisia                    | Patience Opuene Nigeria        | Mastoura Soudani Algeria    |
| 65 kg  | Berthe Etane Ngolle Camerun           | Khadija Jlassi Tunisia         | Sunmisola Balogun Nigeria   |
| 68 kg  | Blessing Oborududu Nigeria            | Menatalla Badran Egitto        | Ranim Saidi Tunisia         |
| 72 kg  | Anta Sambou Senegal                   | Zaineb Sghaier Tunisia         | Ebi Biogos Nigeria          |
| 76 kg  | Samar Amer Egitto                     | Hannah Rueben Nigeria          | Amy Youin Costa d'Avorio    |

## Medagliere
La nazione ospitante è evidenziata.
| Pos.   | Paese          | Oro | Argento | Bronzo | Totale |
| ------ | -------------- | --- | ------- | ------ | ------ |
| 1.     | Egitto         | 9   | 7       | 9      | 25     |
| 3.     | Algeria        | 9   | 6       | 4      | 19     |
| 2.     | Nigeria        | 4   | 3       | 4      | 11     |
| 4.     | Tunisia        | 3   | 9       | 5      | 17     |
| 5.     | Guinea-Bissau  | 2   | 0       | 1      | 3      |
| 6.     | Camerun        | 2   | 0       | 0      | 2      |
| 7.     | Senegal        | 1   | 0       | 2      | 3      |
| 8.     | Marocco        | 0   | 3       | 7      | 10     |
| 9.     | Sudafrica      | 0   | 1       | 3      | 4      |
| 10.    | Costa d'Avorio | 0   | 1       | 2      | 3      |
| 11.    | RD del Congo   | 0   | 0       | 3      | 3      |
| 12.    | Rep. del Congo | 0   | 0       | 1      | 1      |
| .      | Guinea         | 0   | 0       | 1      | 1      |
| .      | Mauritius      | 0   | 0       | 1      | 1      |
| Totale | Totale         | 30  | 30      | 43     | 103    |